# Le Patriote (journal)
Pour les articles homonymes, voir Le Patriote.
Le Patriote est un quotidien ivoirien proche du RDR fondé en 1991 par des partisans d'Alassane Ouattara. Ce journal a subi une censure lors de la crise ivoirienne. En 2024, le titre est le cinquième quotidien le plus vendu du pays.

## Historique
Durant la crise politico-militaire en Côte d'Ivoire, les atteintes à la liberté de la presse se sont multipliées en Côte d'Ivoire, une partie d'entre elles ont concerné le Patriote :
- Le siège du quotidien Le Patriote a été détruit[2] ;
- Les « Jeunes Patriotes » ont à plusieurs reprises déchiré des publications jugées hostiles au pouvoir et cassé des kiosques qui vendaient des publications considérées comme soutenant l'opposition ou les rebelles Les livreurs de certains de ces journaux ont été plusieurs fois agressés[3] ;
- Au cours d’une cérémonie officielle à Yamoussoukro, Diallo Ibrahim, photographe et Charles Sanga, ont été agressés par des éléments de la Garde présidentielle[4].